# فرانسيس شيكا
فرانسيس شيكا (بالإنجليزية: Francis Cheka)‏ مواليد 15 أبريل 1982 في دار السلام، هو ملاكم محترف تنزاني يصنف ضمن فئة الوزن المتوسط.

## إحصائيات
خاض خلال مسيرته 40 نزالا، فاز في 30 وتعادل في 2 وخسر في 8. فاز بالضربة القاضية في 16 نزالا.

## روابط خارجية
- فرانسيس شيكا على موقع بوكس ريك (الإنجليزية) (registration required)